# Lacerda Pinto
Manoel Lacerda Pinto (Lapa, 4 de dezembro de 1893 – Curitiba, 15 de fevereiro de 1974) foi um advogado, poeta, professor catedrático e político brasileiro.

## Biografia
Lacerda Pinto nasceu na segunda-feira, dia 4 de dezembro de 1893, na cidade da Lapa, interior do estado do Paraná. Era filho de Manoel Rodrigues Pereira Pinto e d. Ritta Lacerda Pinto.
Em sua cidade natal realizou os estudos primários e na capital paranaense fez os secundários e os preparatórios, bem como, participou ativamente de movimentos de vanguarda literária da primeira década do século XX, no Paraná, e que mais tarde foram chamados de "os novos" ou "os novíssimos", movimentos estes que contaram com a participação de futuras personalidades locais, como Clemente Ritz e Adolfo Werneck.
Dedicado à poesia e ao lado de Oscar Martins Gomes, Tasso da Silveira e José Guahiba, Lacerda fundou o "Fanal", um periódico literário que circulou entre 1911 e 1913. No final de 1912, aos dezenove anos, matriculou-se na Faculdade do Largo de São Francisco, em São Paulo, e ali bacharelou-se no curso de Ciências Jurídicas e Sociais em 1917. Após sua formatura, retornou a Curitiba e dedicou-se a advocacia e ao magistério, sendo professor universitário.
Com os fatos ocorridos no Brasil, originados pela revolução de 1930, Lacerda foi nomeado membro do Conselho Consultivo do Estado do Paraná e em 1934 ocupou uma das quatro vagas destinadas ao estado na Câmara Federal, ao lado de Antonio Jorge Machado Lima, Plínio Alves Monteiro Tourinho e Idálio Sardenberg, todos eleitos em 1933 para a Assembléia Nacional Constituinte. Lacerda Pinto foi eleito pelo PSD e representou a Liga Eleitoral Católica.
Exerceu o mandato até a promulgação da Constituição e sem o interesse da reeleição, retornou para Curitiba para trabalhar ao lado de Marcelino Nogueira em um escritório de Advocacia. Em 1937 foi nomeado, pelo interventor do Paraná, Manoel Ribas, Procurador Geral do Estado e em 1939 assumiu a Secretária de Estado do Interior e Justiça. Em 1941 foi alçado ao cargo de desembargador do Tribunal de Justiça do Paraná e presidiu esta instituição de 1949 a 1952 e de 1959 a 1960. Paralelamente ao tribunal, continuou a exercer o magistério em instituições de ensino, como na Universidade do Paraná (atual UFPR) e na Faculdade Católica de Filosofia e em 1963 aposentou-se do cargo de desembargador ao completar a idade limite permitida para a função.
Lacerda Pinto dedicou grande parte de sua vida as artes literárias. Após seu envolvimento em movimentos na juventude, manteve permanente atenção para com a prosa e a poesia. Além da revista "Fanal", aonde foi um dos fundadores e editor, também contribuiu para "Revista Festa" e "Terra do Sol" (ambas do Rio de Janeiro) e jornais, como a “Gazeta do Povo” e "O Dia", de Curitiba e o “Iteberê”, de Paranaguá, entre outros periódicos. Em sua bibliografia literária, além de incluir ensaios, conferências e artigos, podemos destacar a sua melhor obra: "Fonte Rústica" de 1923, um livro de poesias recebido favoravelmente pela crítica especializada. Foi com esta obra que Lacerda passou a pertencer à elite cultural do Paraná e a envolver-se em grandes instituições do meio, pois foi membro e um dos fundadores do Círculo de Estudos Bandeirantes e também do Centro de Letras do Paraná. Após a fusão do Centro de Letras do Paraná com a antiga Academia de Letras do Paraná (ALP) e a extinção desta última, Lacerda é um dos dezesseis remanescentes da ALP que ajudaram a fundar, em 1936, a Academia Paranaense de Letras. Nesta instituição, foi o primeiro ocupante da Cadeira N° 18.

### Falecimento e homenagens
Manoel Lacerda Pinto era casado com Esther Lacerda Pinto e faleceu em Curitiba, na sexta-feira, dia 15 de fevereiro de 1974, aos 80 anos e 02 meses de idade.
Ao poeta e jurista Lacerda Pinto, são inúmeras as referências a sua memória, tais como: 
- Na fundação da Academia Paranaense de Poesia, foi homenageado como Fundador da Cadeira Poética N° 1 desta instituição[10];
- O Fórum Eleitoral do município de Fazenda Rio Grande, no Paraná, foi batizado como o nome do ex-presidente do Tribunal-Fórum Eleitoral Desembargador Manoel Lacerda Pinto[11];
- Passado pouco mais de um ano do falecimento do desembargador, a cidade de Curitiba determinou que uma das vias do bairro Bacacheri fosse batizada em homenagem ao jurista, sendo nominada de Rua Desembargador Manoel Lacerda Pinto[12].